# 大卫·勒格诺
戴夫·雷傑諾（英語：Dave Legeno，1963年10月12日—2014年7月6日），英國演員、混合格鬥家和職業摔角手。

## 早年生活
雷傑諾在1963年10月12日出生於英國倫敦馬里波恩，其原名為大衛·史提芬·默里（David Steven Murray）。他在學校學習表演藝術，並且對威廉·莎士比亞的戲劇有著研究甚深，之後遠赴美國演出電影和電視劇。

## 職業生涯
雷傑諾的首個主要電影角色是在佳·烈治的電影《邊個夠我薑》。他曾在《蝙蝠俠：俠影之謎》、《傳奇女王伊利沙伯：黃金盛世》、《百勝雄師》、《第七軍團：最後戰役》中演出。
最值得注意的是，雷傑諾於《哈利波特：混血王子的背叛》、《哈利波特：死神的聖物1》和《哈利波特：死神的聖物2》中飾演狼人焚銳·灰背（Fenrir Greyback）。
雷傑諾還為電子遊戲《逃亡：黑色星期一》裡聲演主角埃迪·奧康納（Eddie O'Connor）並進行了動作捕捉。他曾接受各種格鬥風格的訓練，包括拳擊、摔跤、柔道、巴西柔術和泰拳。
1991-1992年間，他還代表英國摔跤聯合會的職業摔跤手，擔任「孤狼（Lone Wolf）」的崗位。

## 逝世
2014年7月6日，一對遠足者在美國加州死亡谷發現了雷傑諾的遺體。由於地處偏遠的關係，警方派出一輛直升機接回他的遺體。驗屍報告指出雷傑諾死於跟高溫相關的健康問題，在他的遺體被發現之前，他可能經已死去三至四天。此事不存在任何謀殺嫌疑。
2014年10月12日，雷傑諾的紀念晚會於倫敦舉行，而當日正是雷傑諾的51歲壽辰。該紀念晚會於卡姆登地下世界舉行，該地點也是雷傑諾於2004年舉辦專輯發布會的場地。參加追悼會的有《哈利波特》與《邊個夠我薑》的演員，以及來自綜合武術界和音樂界的朋友。演員湯·費頓、尼克·莫蘭，以及Cage Rage的創始人戴夫·奧唐納（Dave O'Donnell）於紀念晚會上談論到雷傑諾，並現場表演了他最喜歡的歌曲。
電影《第七軍團：最後戰役》是為了紀念他。

## 作品

### 電視
| 年份      | 劇集                 | 角色                                                                              | 備註                                            |
| --------- | -------------------- | --------------------------------------------------------------------------------- | ----------------------------------------------- |
| 1994-2003 | 帳單                 | 單車手／皮特·威爾遜／拳擊比賽中的人 （Biker / Pete Wilson / Man at Boxing Match） | 3集                                             |
| 2000      | 希望與光榮           | 羅伊斯頓戰士（Royston Warrior）                                                   | 1集                                             |
| 2003      | 艾德·史東死了        | 肌肉男（Muscle Guy）                                                              | 集數：嗨親愛的，我死了（Hi Honey, I'm Dead）    |
| 2004-2005 | 東區人               | 都鐸（Tudor）                                                                     | 兩集                                            |
| 2005      | 最後的偵探           | 賈斯汀（Justin）                                                                  | 集數：通往亨頓的三步曲（Three Steps to Hendon） |
| 2006      | 經銷商（The Dealer） | 螺栓（Bolt）                                                                      |                                                 |
| 2007      | 羅馬帝國             | 流氓（Gangster）                                                                  | 1集                                             |
| 2007      | 愛默戴爾             | 謝默斯·弗林特（Seamus Flint）                                                     | 1集                                             |
| 2009      | 修復者               | 馬堤（Marty）                                                                     | 1集                                             |
| 2010      | 裸體列儂             | 利斯（Les）                                                                       | 電視電影                                        |
| 2010      | 英國刑警組           | 吉爾·里戈（Gilles Rigaut）                                                        | 1集                                             |
| 2011      | 遠大前程             | 博里特（Borrit）                                                                  | 1集                                             |
| 2011-2014 | 博基亞家族           | 蓋德巴爾多·德·蒙特菲爾特羅（Guidebaldo de Montefeltro）                           | 4集                                             |
| 2012      | 鐵達尼號             | 西曼·戴維斯（Seaman Davis）                                                       | 迷你劇                                          |
| 2013      | 開膛街               | 喬治（George）                                                                    | 集數：國王來召喚（The King Came Calling）       |

### 電影
| 年份 | 電影                       | 角色                                     | 備註                       |
| ---- | -------------------------- | ---------------------------------------- | -------------------------- |
| 2000 | 邊個夠我薑                 | 約翰（John）                             |                            |
| 2005 | 蝙蝠俠：俠影之謎           | 陰影戰士（League of Shadows Warrior #4） |                            |
| 2006 | 旋風特務                   | 熊（Bear）                               |                            |
| 2006 | 非常暴力                   | 卡爾（Carl）                             |                            |
| 2007 | 必殺処刑人                 | 伊恩·福隆（Ian Furlong）                 |                            |
| 2007 | 從足球流氓到黑幫崛起       | 大約翰（Big John）                       |                            |
| 2007 | 傳奇女王伊利沙伯：黃金盛世 | 劊子手（Executioner）                    |                            |
| 2008 | 農家小屋                   | 農夫（The Farmer）                       |                            |
| 2009 | 哈利波特：混血王子的背叛   | 焚銳·灰背                                |                            |
| 2009 | 亡命任務                   | 奧列格·卡佐夫（Oleg Kazov）              |                            |
| 2009 | 44寸胸肌                   | 布萊頓·比利（Brighton Billy）            | 不記名                     |
| 2010 | 百勝雄師                   | 漩渦（Vortix）                           |                            |
| 2010 | 死亡證明                   | 尤韋斯基（Yuvesky）                      |                            |
| 2010 | 血緣相連                   | 傑克·沃姆斯（Jack Whomes）               |                            |
| 2010 | 哈利波特：死神的聖物1      | 焚銳·灰背                                |                            |
| 2011 | 哈利波特：死神的聖物2      | 焚銳·灰背                                |                            |
| 2011 | 瘋人院事件                 | J.B.                                     |                            |
| 2011 | 大胖吉普賽黑幫             | 吉普賽·戴夫（Gypsy Dave）                |                            |
| 2012 | 神探愛倫坡：黑鴉兇殺案     | 帕西（Percy）                            | 電視電影                   |
| 2012 | 白雪公主之魔幻復仇記       | 布洛赫（Broch）                          |                            |
| 2015 | 復仇之劍                   | 奧斯加（Osgar）                          | 去世後發布                 |
| 2015 | 第七軍團：最後戰役         | 奧拉夫（Olaf）                           | 最終演出角色；去世後發布。 |

### 電子遊戲
- 2004年：《逃亡：黑色星期一（英语：The Getaway: Black Monday）》，聲演主角埃迪·奧康納（Eddie O'Connor），並進行了動作捕捉。